# Augustin Duval
Pour les articles homonymes, voir Duval.
Augustin Duval (30 mars 1841 - 15 février 1923) est un homme d'église catholique québécois. Il est né le 30 mars 1841 dans la paroisse de Saint-François de Beauce,. Il fut ordonné le 23 janvier 1870. Il a commencé son ministère en tant que vicaire dans la paroisse de Sainte-Flavie dans La Mitis. Par la suite, il fut successivement vicaire des paroisses de Baie-des-Sables et de Matane. Ensuite, il devint curé de la paroisse de Saint-Alexis avant d'être transféré successivement à la cure des paroisses de Sainte-Françoise, de Sainte-Angèle, de Sainte-Blandine, de Saint-Donat et de Saint-Damase. En 1896, il donna sa démission pour des raisons de santé et pris sa retraite à Saint-Octave chez un neveu qui était le frère de sa ménagère. Cependant, deux ans plus tard, il devint le curé de la paroisse de Saint-Joseph-de-Lepage pour une durée d'un an avant de prendre définitivement sa retraite en 1899. Par la suite, il vécut successivement à l'Hospice des Sœurs de la Charité de Rimouski, à Cacouna, à Notre-Dame de Lourdes de Fall River aux États-Unis, à l'Hôtel-Dieu de Lévis, à Saint-François-de-Beauce et à L'Isle-Verte. Il revint chez les Sœurs de la Charité de Rimouski et y mourut le 15 février 1923 à l'âge de 82 ans. Il est inhumé au cimetière de Rimouski.

## Annexe